# Noonamyia sasakawai
Noonamyia sasakawai är en tvåvingeart som beskrevs av Papp 2006. Noonamyia sasakawai ingår i släktet Noonamyia och familjen lövflugor.
Artens utbredningsområde är Thailand. Inga underarter finns listade i Catalogue of Life.